# Agyrta dichotoma
Agyrta dichotoma är en fjärilsart som beskrevs av Max Wilhelm Karl Draudt 1931. Agyrta dichotoma ingår i släktet Agyrta och familjen björnspinnare. Inga underarter finns listade i Catalogue of Life.